# نسل‌کشی بوسنی

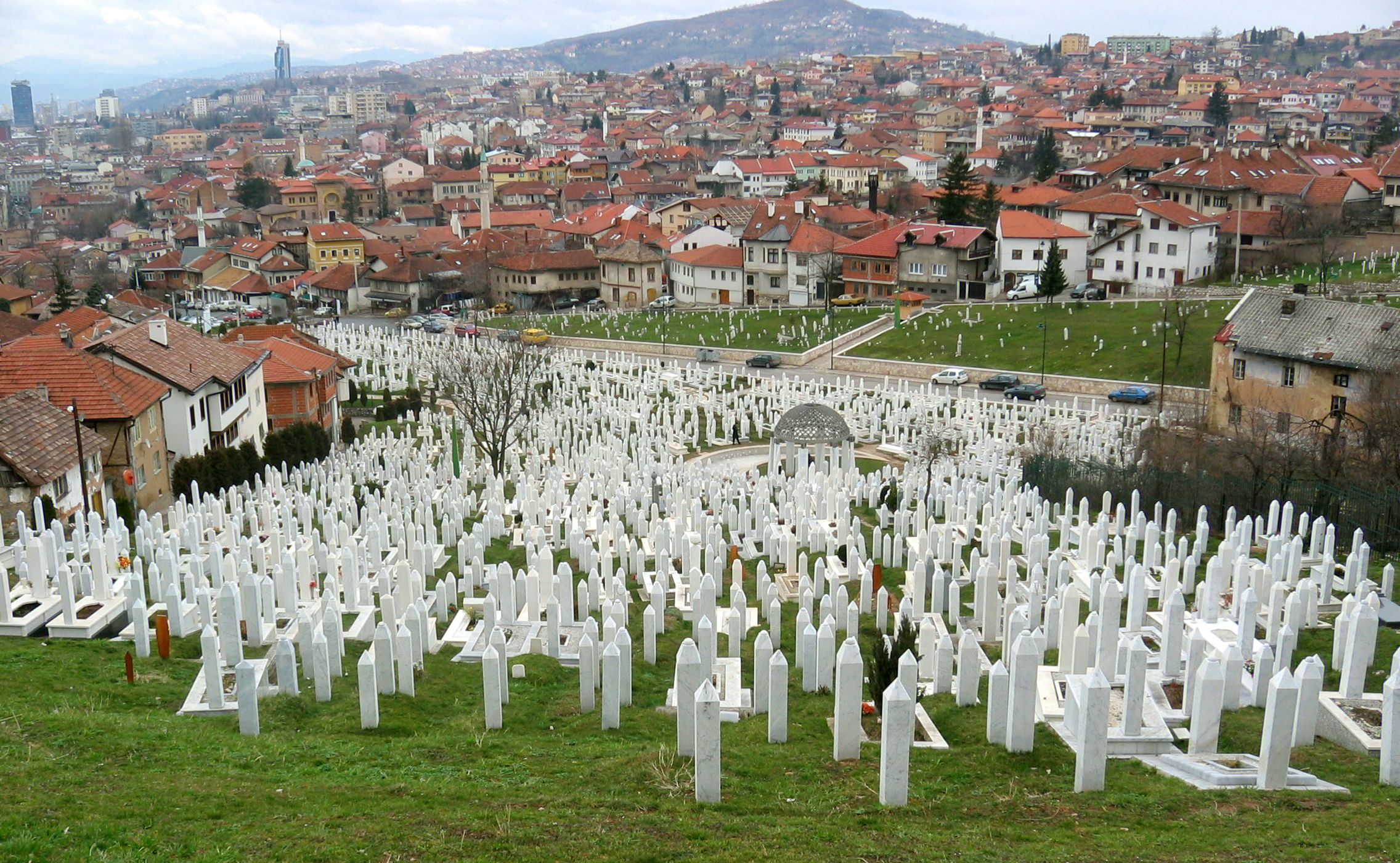
یادبود قربانیان سارایوو

نسل کشی بوسنی به دو نسل کشی توسط نیروهای صرب بوسنی در سربرنیتسا در سال ۱۹۹۵ و پاکسازی قومی که در سراسر بوسنی توسط ارتش صرب بوسنی در طول جنگ ۱۹۹۲-۱۹۹۵ انجام گرفته‌است، اشاره دارد.
در پایان دهه ۱۹۹۰ این کشتار از سوی سازمان ملل، نسل کشی نامیده شد. از جمله قطعنامه‌های مجمع عمومی سازمان ملل و سه حکم پیاپی در دادگاه‌های آلمان به نسل کشی بودن این کشتار حکم دادند. همچنین در سال ۲۰۰۵ کنگره امریکا با تصویب قطعنامه‌ای اعلام کرد که «سیاست‌های دولت صرب بوسنی و هرزگووین در تجاوز و پاکسازی قومی بوسنی شرایط نسل کشی را دارا می‌باشد».

## جنگ بوسنی و قتل عام سربرنیتسا
قتل‌های سربرنیتسا اوج خونین جنگ بوسنی بود که پس از فروپاشی یوگسلاوی احساسات ملی‌گرایانه و جاه‌طلبی‌های سرزمینی را برانگیخت که صرب‌های بوسنی را، در مقابل دو جناح اصلی قومی دیگر این کشور یعنی کروات‌ها و بوسنیایی‌ها قرار داد.
در جولای ۱۹۹۵، صرب‌های بوسنی یک پناهگاه امن تحت حفاظت سازمان ملل در سربرنیتسا را تسخیر کردند. آن‌ها حداقل ۸ هزار مرد و پسر بوسنیایی را از همسران، مادران و خواهران خود جدا کردند، آن‌ها را در جنگل‌های اطراف این شهر شرقی تعقیب و سلاخی کردند.
مجرمان سپس اجساد قربانیان خود را در گور‌های دسته جمعی دفن کردند و سپس بقایای آن‌ها را در میان سایر مکان‌های دفن پراکنده کردند تا شواهد جنایات جنگی خود را پنهان کنند.
در طول این فرآیند، بقایای نیمه تجزیه شده از هم جدا شدند؛ اعضای بدن افراد هنوز در گور‌های دسته جمعی در اطراف سربرنیتسا یافت می‌شوند و از طریق تجزیه و تحلیل سخت دی‌ان‌ای در کنار هم قرار می‌گیرند و شناسایی می‌شوند.

پس از شناسایی بقایای اجساد، آن‌ها را به بستگان خود بازگردانده و در مرکز یادبود و گورستان درست در خارج از سربرنیتسا در ۱۱ جولای سالگرد روز آغاز کشتار‌ها در سال ۱۹۹۵ دفن می‌شوند.
1. ↑  «جنگ بوسنی و قتل عام سربرنیتسا». mizanonline.ir.